# Opel Astra J
Opel Astra J er en personbilsmodel i den lille mellemklasse fra bilfabrikanten Opel og efterfølgeren for Opel Astra H. Bilen blev præsenteret for offentligheden på Frankfurt Motor Show i 2009.
Mens den under udviklingen blev benævnt Astra I, blev betegnelsen ved introduktionen ændret til Astra J for at forhindre at det store bogstav "I" misforstås som tallet "1". Tidligere var Astras navngivning begyndt med Astra F som efterfølger for Kadett E, dog eksisterede der allerede en Kadett I, hvorved forveksling hermed er udelukket.

## Historie
Den 4. december 2009 kom fjerde generation af Astra på markedet, i første omgang som femdørs hatchback. Stationcarmodellen Sports Tourer kom ud til forhandlerne den 13. november 2010 og den 3-dørs GTC-variant fulgte den 14. januar 2012. Fra sommeren 2012 findes GTC igen i en OPC-udgave.
I september 2012 blev modelprogrammet afrundet med en firedørs sedan modelprogrammet, som i USA allerede blev solgt under navnet Buick Verano og i Kina som Buick Excelle GT. Buick Verano findes med to benzinmotorer på 2,0 liter med 187 kW (254 hk) og 2,4 liter med 134 kW (182 hk). I foråret 2013 følger cabrioletudgaven af Astra J, som vil blive solgt som en selvstændig modelserie under navnet Cascada.

## Modelvarianter
- Femdørs hatchback (siden december 2009)
- Femdørs stationcar (Sports Tourer; siden november 2010)
- Tredørs hatchback (GTC; siden januar 2012)
- Firedørs sedan (siden september 2012)

- Bagfra
- Opel Astra Sports Tourer (2010–2012)
- Opel Astra GTC (2012−)
- Bagfra
- Kabine med specialudstyr
- Til det britiske marked: Vauxhall Astra (her med sportsundervogn)

### Facelift
I september 2012 fik hele Astra-serien (med undtagelse af GTC) et diskret facelift, så fronten fik en tredimensionel kromtværstribe i kølergrillen. Forlygterne fik sort baggrund og fatningerne til tågeforlygterne er nu delvist omringet af krom. Bagfra kan den faceliftede Astra kendes på en kromliste samt modificerede hækskørter.
På den tekniske side kom nye hjælpesystemer samt nye motorer, heriblandt en 2,0-liters biturbo-dieselmotor med 143 kW (194 hk), til indsats. Derudover fik turbobenzinmotoren på 1,4 liter med 103 kW (140 hk) en automatisk overboost-funktion, hvormed det maksimale drejningsmoment kortvarigt kan øges med ti procent fra 200 til 220 Nm.

## Udstyrsvarianter
Hvor Astra femdørs og Sports Tourer findes i flere forskellige udstyrsvarianter, findes Astra GTC kun i versionerne Edition og Innovation. Som sædvanligt er omfanget af og prisen for basismodellen meget forskelligt alt efter land. Priserne for de to mest omfangsrige udstyrsvarianter er identiske.
- Fun (6/2012−)
- Selection (12/2009−)
- Edition (−11/2010, 12/2011−)
- Design Edition (11/2010−11/2011)
- 150 Jahre Opel (12/2011−11/2012)
- Active (11/2012−)
- Sport (12/2009−)
- Cosmo (12/2009−6/2010)
- Innovation (6/2010−)
- Edition Sport (12/2011−6/2012)
- Color Edition (2/2012−6/2012)
- White Edition (4/2012−6/2012)
- Cool & Sound (1/2012)
- BiTurbo (11/2012−)

### OPC
I sommeren 2012 introduceredes den sportsligste version af Astra J, Astra OPC. Ligesom sin forgænger, Astra H OPC, er bilen baseret på Astra GTC, og er nu udstyret med en 2,0-liters turbomotor med direkte benzinindsprøjtning, som yder 206 kW (280 hk) ved et maksimalt drejningsmoment på 400 Nm.
Til de særlige kendetegn for Astra J OPC hører blandt andet det fra Corsa OPC Nürburgring Edition kendte, mekaniske lamelspærredifferentiale fra Drexler-Motorsport, et 355" Brembo-bremsesystem på forakslen, den med støddæmpere fra ZF Sachs udstyrede Flexride-sportsundervogn, Opels egne High Perfomance-skalformede sæder og det eksklusive udvendige design.

## Sikkerhed
Opel Astra J fik ved Euro NCAPs kollisionstest i 2009 5 ud af 5 mulige stjerner.

## Tekniske specifikationer
| Model            | Slagvolume cm³ | Max. effekt kW (hk) / omdr. | Max. drejningsmoment Nm / omdr. | Motorkode  | 0-100 km/t sek. | Topfart km/t | Byggeår         |
| ---------------- | -------------- | --------------------------- | ------------------------------- | ---------- | --------------- | ------------ | --------------- |
| Benzinmotorer    |                |                             |                                 |            |                 |              |                 |
| 1.4              | 1398           | 64 (87) / 6000              | 130 / 4000                      | A14XEL     | 15,1            | 168          | 9/2009 −        |
| 1.4              | 1398           | 74 (100) / 6000             | 130 / 4000                      | A14XER     | 13,9            | 178          | 9/2009 −        |
| 1.4 Turbo        | 1364           | 88 (120) / 4200 − 6000      | 200 / 1850 − 4200               | A14NEL     | 11,0            | 192          | 6/2010 −        |
| 1.4 Turbo        | 1364           | 103 (140) / 4900 − 6000     | 200 / 1850 − 4900               | A14NET     | 9,9             | 202          | 9/2009 −        |
| 1.6              | 1598           | 85 (115) / 6000             | 155 / 4000                      | A16XER     | 11,7            | 188          | 9/2009 −        |
| 1.6 SIDI Turbo   | 1598           | 125 (170) / 6000            | 260 / 1650 − 3200               | A16XHT     | 8,7             | 230          | 2013 −          |
| 1.6 Turbo        | 1598           | 132 (180) / 5500            | 230 / 2200                      | A16LET     | 8,5             | 221          | 9/2009 −        |
| OPC              | 1998           | 206 (280) / 5500            | 400 / 2500 − 4500               | A20NFT     | 6,0             | 250          | 6/2012 −        |
| Dieselmotorer    |                |                             |                                 |            |                 |              |                 |
| 1.3 CDTI         | 1248           | 70 (95) / 4000              | 190 / 1750 − 3250               | A13DTE     | 14,5            | 175          | 9/2009 −        |
| 1.7 CDTI         | 1686           | 81 (110) / 3800             | 260 / 1750 − 2550               | A17DTJ/C/E | 12,6            | 181          | 9/2009 −        |
| 1.7 CDTI         | 1686           | 92 (125) / 4000             | 280 / 2000 − 2700               | A17DTR/F   | 11,5            | 195          | 9/2009 −        |
| 1.7 CDTI         | 1686           | 96 (130) / 4000             | 300 / 2000 − 2500               | A17DTF     | 10,6            | 198          | 6/2011 −        |
| 2.0 CDTI         | 1956           | 118 (160) / 4000            | 350 / 1750 − 2500               | A20DTH     | 9,0             | 215          | 9/2009 − 6/2011 |
| 2.0 CDTI         | 1956           | 121 (165) / 4000            | 350 / 1750 − 2500               | A20DTH     | 9,0             | 215          | 6/2011 −        |
| 2.0 BiTurbo CDTI | 1956           | 143 (194) / 4000            | 400 / 1750 − 2500               | A20DTR     | 7,8             | 226          | 2013 −          |

- 1,3- og 2,0-liters dieselmotorerne er udviklet i joint venture med Fiat.

### Brændstoftank
Brændstoftanken kan på samtlige versioner rumme 56 liter.

### Gearkasse
Som udgangspunkt er samtlige versioner udstyret med sekstrins manuel gearkasse. 1.3 dieselversionen og benzinmotorerne uden turbolader er de eneste undtagelser og er kombineret med femtrins gearkasse. Som ekstraudstyr kan Astra leveres med sekstrins automatgear.

### Mål
Astra er alt efter version ca. 4,42 m (femdørs), 4,47 m (GTC), 4,66 m (sedan) eller 4,70 m (Sports Tourer) lang, 1,81 m (femdørs, sedan og Sports Tourer) eller 1,84 m (GTC) bred og 1,48 m (GTC), 1,50 m (sedan), 1,51 m (femdørs) eller 1,54 m (Sports Tourer) høj. I forhold til forgængeren er modellen dermed vokset 17 til 18 cm i længden.

### Bagagerumsindhold
Hvor bagagerummet på femdørsmodellen i normal tilstand er skrumpet med 10 til 370 liter og med sammenklappet bagsæde med 60 til 1235 liter, er rumfanget på Sports Tourer med 500 liter uændret, men med sammenklappet bagsæde skrumpet med 40 til 1550 liter. GTCs bagagerumsindhold er steget med 40 til 380 liter. Bagagerummet på sedanmodellen kan rumme 460 liter.